# Bruni Tijuca
O Cine Bruni Tijuca foi uma sala de cinema na Praça Sáenz Peña, Tijuca, Rio de Janeiro. Era vizinha do antigo Cine Metro. Ao contrário de seus vizinhos,-Metro, Carioca, América - era uma sala bem pequena e ficava numa galeria comercial que até hoje existe com varejo de roupas, sapatarias e afins. Funcionou entre 1968 a meados da década de 1990.